# Eugenio Torre

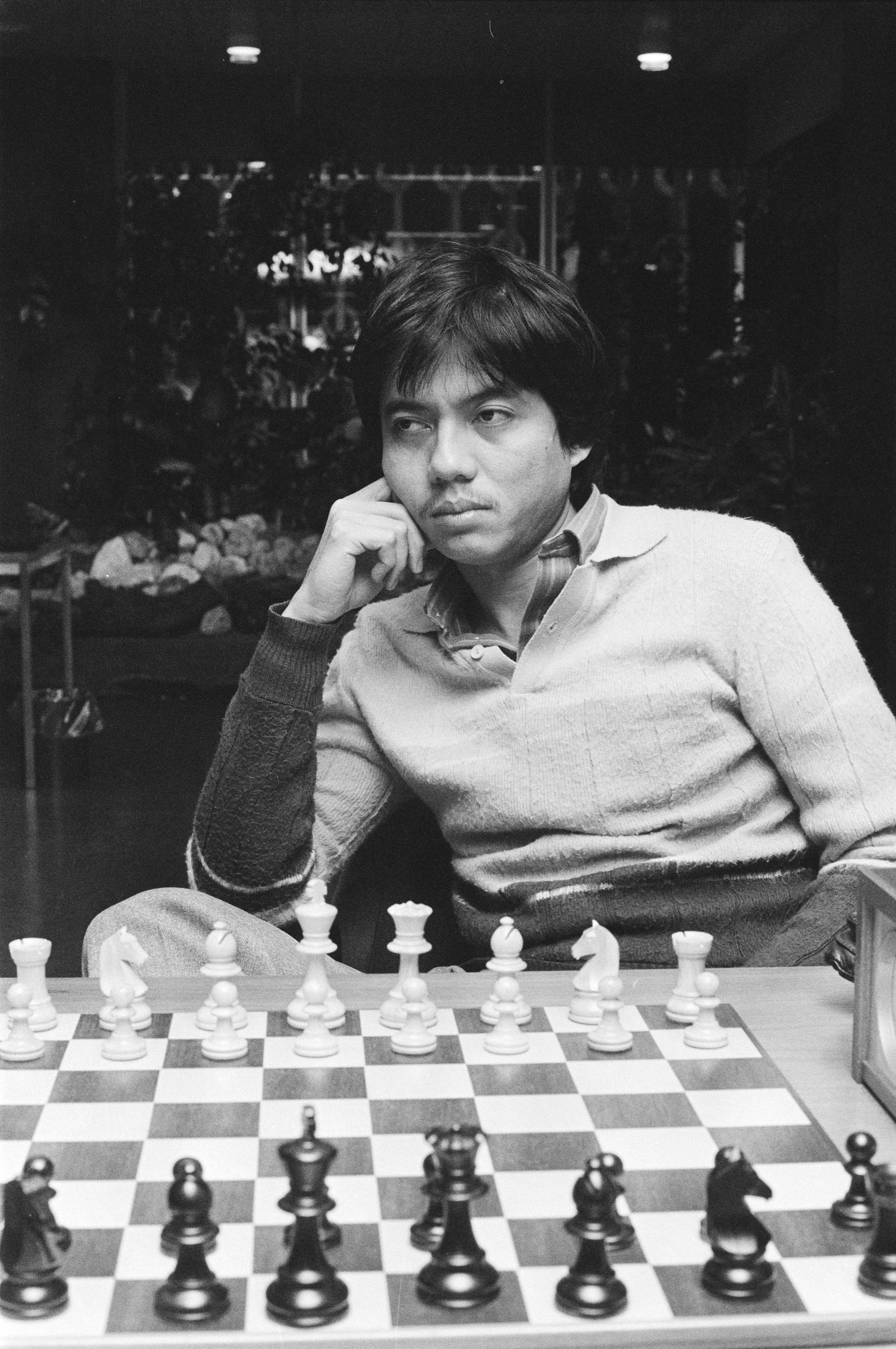
Torre in 1982

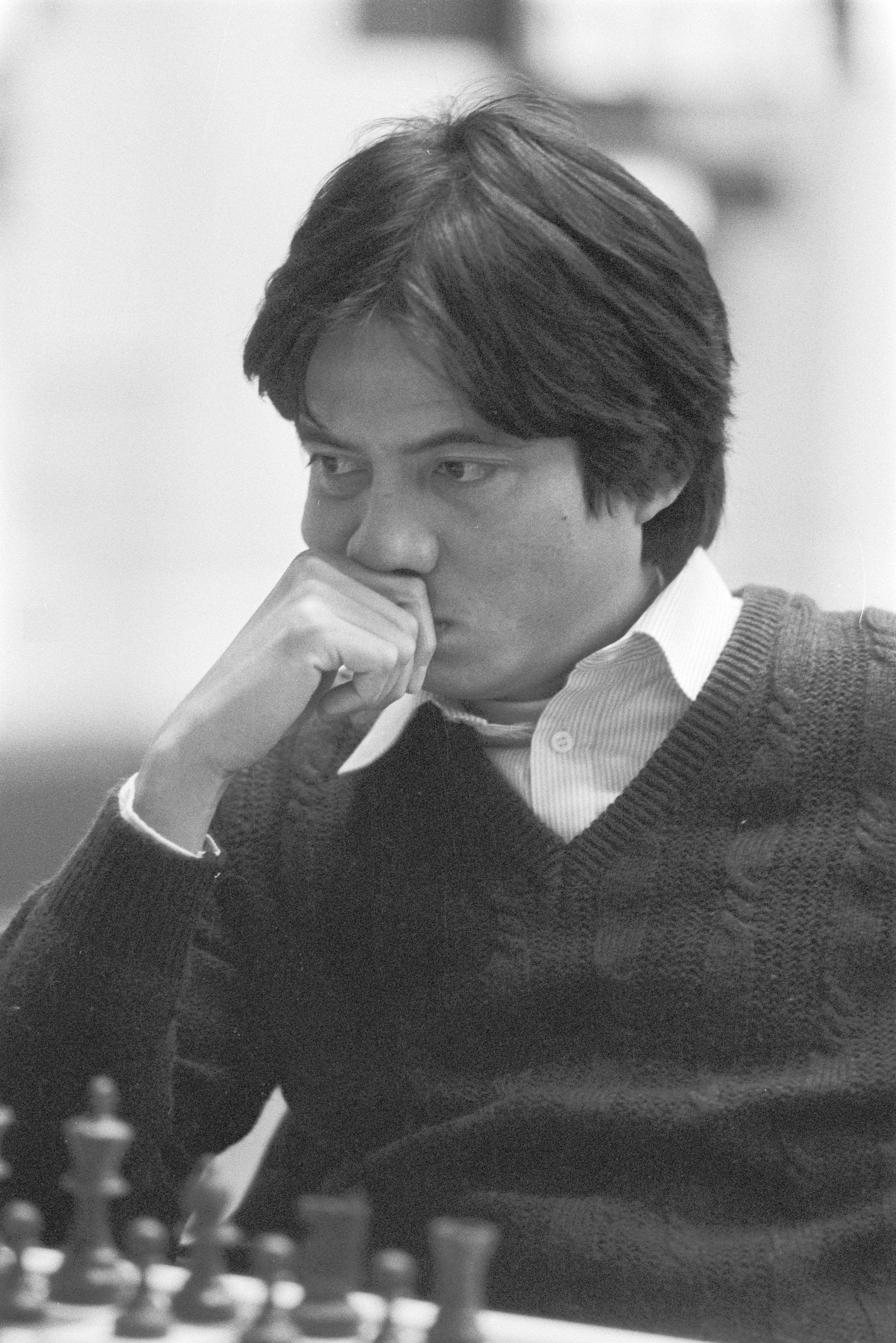
Torre in 1984

Eugenio Torre (Iloilo City, 4 november 1951) is een Filipijnse schaker.
In 1974 werd hij grootmeester FIDE. Hij speelt herhaaldelijk in de Schaakolympiade mee. Ook heeft hij een keer met een kandidatentoernooi meegespeeld maar moest toen in Zoltán Ribli zijn meerdere erkennen.
In 2003 won hij het toernooi "Open van Leuven" in België. In 2000 werd Torre gekozen als een van de beste Filipijnse sporters van het millennium.

## Partij
In een toernooi in Manilla (1976) versloeg Torre de op dat moment regerend wereldkampioen schaken Anatoli Karpov (Siciliaanse opening):
1.e4 c5 2.Pf3 Pc6 3.d4 cxd4 4.Pxd4 Pf6 5.Pc3 d6 6.Lg5 e6 7.Dd2 a6 8.o-o-o Ld7 9.f4 b5 10.De1 Pxd4 11.Txd4 Db6 12.Td2 Le7 13.Ld3 b4 14.Pd1 Lb5 15.Pf2 h6 16.Lh4 g5 17.fxg5 hxg5 18.Lg3 Ph5 19.Pg4 Pxg3 20.hxg3 Txh1 21.Dxh1 Tc8 22.Kb1 Lxd3 23.cxd3 Dd4 24.Dd1 a5 25.Ph2 g4 26.Pxg4 Lg5 27.Tc2 Txc2 28.Kxc2 a4 29.a3 b3 30.Kb1 d5 31.exd5 Dxd5 32.Pf2 Dxg2 33.Pe4 Le3 34.Pc3 Dc6 35.d4 Dc4 36.d5 e5 37.Dh1 Dd3+ 38.Ka1 Ld4 39.Dh8+ Kd7 40.Da8 Df1+ 41.Pb1 Dc4 42.Db7+ Kd6 43.Db8+ Kxd5 44.Dd8+ Ke6 45.De8+ Kf5 46.Dd7+ Kg6 47.Dg4+ Kf6 48.Pc3 Df1+ (0-1)

## Trivia
Zijn naamgenoot, de Mexicaanse grootmeester Carlos Torre Repetto (1905 - 1978) heeft een aantal schaakvarianten geanalyseerd en hij heeft ook een opening op zijn naam staan, namelijk de Torre-aanval.